# Liste der Wilhelmshavener Bürgermeister, Oberbürgermeister und Oberstadtdirektoren

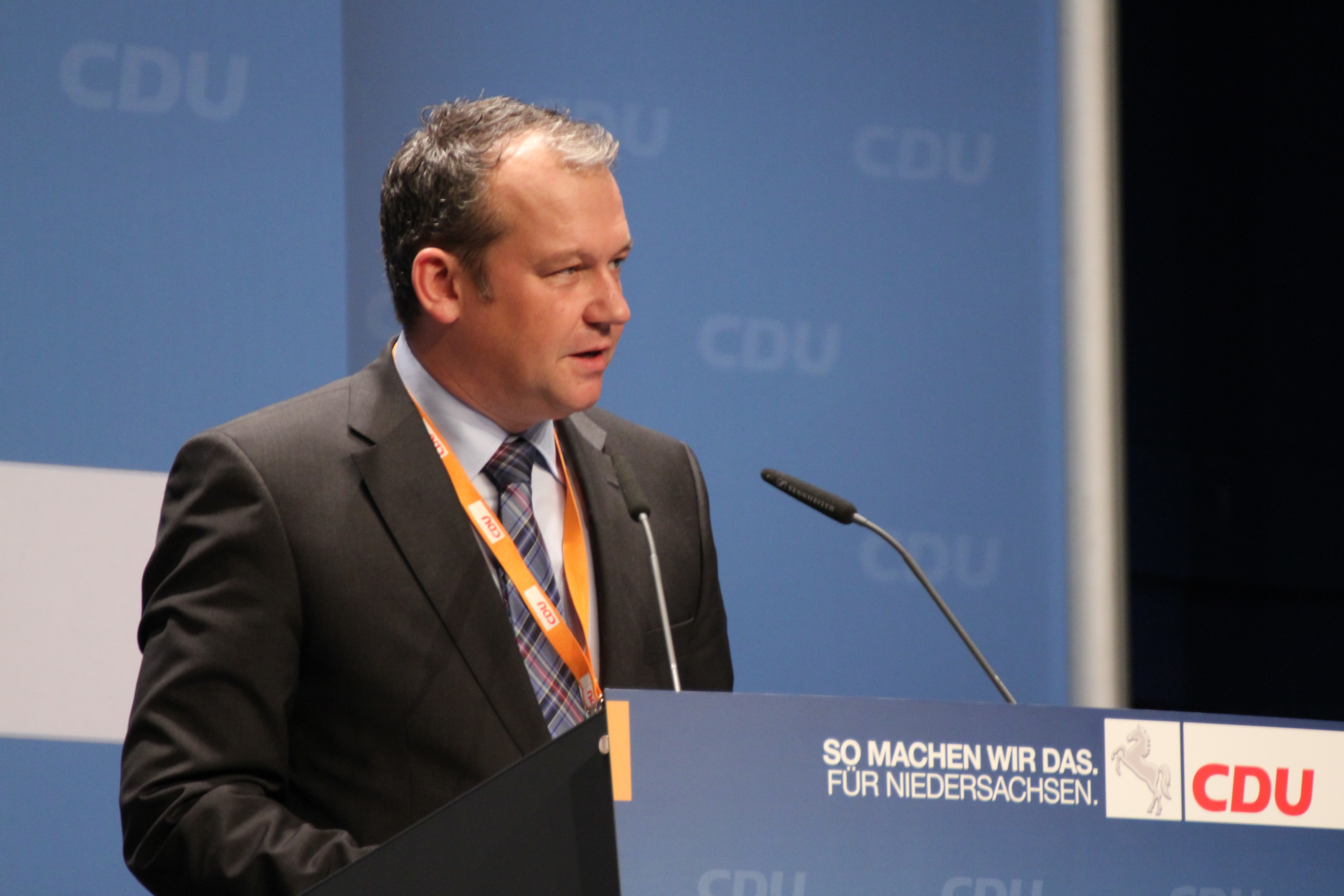
A. Wagner, OB 2011–2019

Die Liste der Wilhelmshavener Bürgermeister, Oberbürgermeister und Oberstadtdirektoren verzeichnet die Stadtoberhäupter und Verwaltungschefs von Wilhelmshaven.

## Bürgermeister bis 1919
Bürgermeister der Stadt Wilhelmshaven gab es seit Verleihung der Stadtrechte am 4. August 1873. Vorher oblag die zivile Verwaltung der jungen Siedlung der preußischen Admiralität.
- 1873: von Norden, kommissarischer Bürgermeister
- 1874–1879: Julius Nakszynski, Bürgermeister
- 1879–1881: Rudolf Schwanhäuser, Bürgermeister
- 1881–1883: Friedrich Wilhelm Feldmann, Bürgermeister
- 1884–1896: Friedrich Oetken, Bürgermeister
- 1896–1906: Hans Ziegner-Gnüchtel, Bürgermeister
- 1906–1919: Emil Heinrich Bartelt, Bürgermeister, ab 1919 Oberbürgermeister

## Oberbürgermeister seit 1919
Als Wilhelmshaven 1919 Kreisfreie Stadt wurde, wurde aus dem Bürgermeister ein Oberbürgermeister.
- 1919–1933: Emil Heinrich Bartelt, Oberbürgermeister
- 1933–1937: Carl Heinrich Renken, Oberbürgermeister (ohne Wahl von der NSDAP eingesetzt)
- 1937–1945: Wilhelm Müller, Oberbürgermeister (ohne Wahl von der NSDAP eingesetzt)

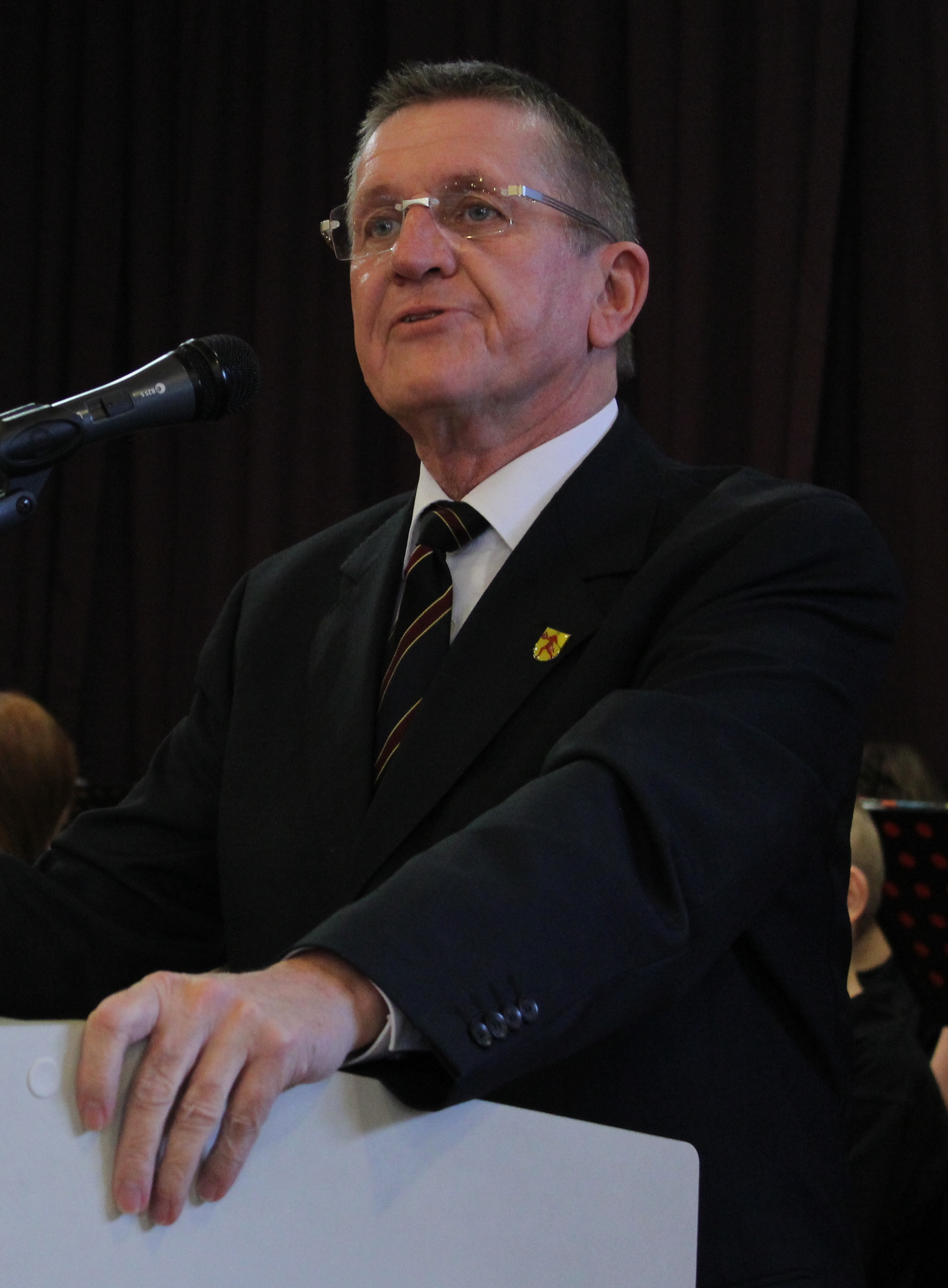
E. Menzel, OB 1986–2011

1946 führte die britische Militärregierung eine Kommunalverfassung nach britischem Vorbild ein. Danach gab es einen gewählten Rat, der aus seiner Mitte einen ehrenamtlichen Oberbürgermeister als Vorsitzenden und Repräsentanten der Stadt wählte.
- 1945: Friedrich Paffrath, kommissarischer Oberbürgermeister
- 1945–1952: Reinhard Nieter (SPD), Oberbürgermeister
- 1952–1953: Arthur Raschke (CDU), Oberbürgermeister
- 1953–1955: Friedrich Peters (Deutsche Partei), Oberbürgermeister
- 1955–1956: Rudolf Onken (FDP), Oberbürgermeister
- 1956–1961: Reinhard Nieter (SPD), Oberbürgermeister
- 1961–1972: Johann Janßen (SPD), Oberbürgermeister
- 1972–1976: Arthur Grunewald (SPD), Oberbürgermeister
- 1976–1981: Eberhard Krell (SPD), Oberbürgermeister
- 1981–1986: Hans Janßen (CDU), Oberbürgermeister
- 1986–2011: Eberhard Menzel (SPD), Oberbürgermeister, seit 2003 hauptamtlicher Oberbürgermeister
- 2011–2019: Andreas Wagner (CDU), Oberbürgermeister
- Seit 1. November 2019: Carsten Feist (parteilos)

## Oberstadtdirektoren
Von 1945 bis zur Einführung der Eingleisigkeit der Stadtverwaltung im Zusammenhang mit der Niedersächsischen Gemeindeordnung von 1996 gab es den Oberstadtdirektor als hauptamtlichen Leiter der Stadtverwaltung. Der letzte Oberstadtdirektor Arno Schreiber konnte jedoch noch bis zum Ablauf seiner regulären Amtszeit im Amt bleiben. Seit dem 1. Januar 2003 gibt es nur noch einen hauptamtlichen Oberbürgermeister. Er ist gleichzeitig Leiter der Stadtverwaltung und Repräsentant der Stadt und wird direkt vom Volk gewählt.
- 1945–1955: Friedrich Paffrath
- 1956–1968: Walther Schumann
- 1968–1984: Gerhard Eickmeier
- 1985–2002: Arno Schreiber